# 泉町 (福島県)
泉町（いずみまち）は、福島県石城郡に属していた町である。1954年、近隣町村との合併により磐城市となり、消滅した。

## 歴史
- 1889年（明治22年）4月1日 - 町村制施行に伴い、菊多郡泉村・玉露村・本谷村・滝尻村・下川村・黒須野村が合併し、泉村が成立する。
- 1896年（明治29年）4月1日 - 菊多郡が磐前郡・磐城郡と統合し、石城郡となる。
- 1953年（昭和28年）4月1日 - 町制を施行し、泉町となる。
- 1954年（昭和29年）3月31日 - 石城郡小名浜町・江名町・渡辺村と合併、同時に市制を施行して磐城市となる。